# Bloody Heart
Bloody Heart (koreanischer Originaltitel: 붉은 단심; RR: Bulg-eun Dan-sim) ist eine südkoreanische Dramaserie, die von GnG Production umgesetzt wurde. In Südkorea fand die Premiere der Serie am 2. Mai 2022 auf KBS2 statt.

## Handlung
Angesiedelt in der Joseon-Dynastie, entfaltet sich eine Liebesgeschichte voller Blutvergießen. Zwei Liebende werden während eines turbulenten Machtspiels zu politischen Feinden. Nach einer erfolgreichen Rebellion bestieg Lee Taes Vater einst den Thron. Nun nimmt Tae seinen Platz ein. Er träumt von der absoluten Monarchie, und um seine Ziele zu erreichen, ist ihm jedes Mittel recht, egal wie grausam es sein mag. Aber er zahlt auch einen hohen Preis. Er muss die Frau, die er liebt, loslassen, um im palastinternen Machtkampf nicht unterlegen zu sein. Währenddessen setzt eine junge Frau namens Yoo Jung alles daran, sich gegen ihr bevorstehendes Unheil zu wehren. Jung wird zu einer Kämpferin und steht Tae Auge in Auge gegenüber. Jeder mit dem Schwert in der Hand am Hals des anderen.

## Besetzung
| Rolle        | Schauspieler |
| ------------ | ------------ |
| Lee Tae      | Lee Joon     |
| Yoo Jung     | Kang Han-na  |
| Park Gye-won | Jang Hyuk    |
| Choi Ga-yeon | Park Ji-yeon |
| Jo Won-pyo   | Heo Sung-tae |
| Jo Yeon-hee  | Choi Ri      |

## Episodenliste
| Nr. | Deutscher Titel | Originaltitel | Erstausstrahlung (Südkorea) | Deutschsprachige Erstveröffentlichung (—) |
| --- | --------------- | ------------- | --------------------------- | ----------------------------------------- |
| 1   | Folge 1         | 1회           | 2. Mai 2022                 | —                                         |
| 2   | Folge 2         | 2회           | 3. Mai 2022                 | —                                         |
| 3   | Folge 3         | 3회           | 9. Mai 2022                 | —                                         |
| 4   | Folge 4         | 4회           | 10. Mai 2022                | —                                         |
| 5   | Folge 5         | 5회           | 16. Mai 2022                | —                                         |
| 6   | Folge 6         | 6회           | 17. Mai 2022                | —                                         |
| 7   | Folge 7         | 7회           | 23. Mai 2022                | —                                         |
| 8   | Folge 8         | 8회           | 24. Mai 2022                | —                                         |
| 9   | Folge 9         | 9회           | 30. Mai 2022                | —                                         |
| 10  | Folge 10        | 10회          | 31. Mai 2022                | —                                         |
| 11  | Folge 11        | 11회          | 6. Juni 2022                | —                                         |
| 12  | Folge 12        | 12회          | 7. Juni 2022                | —                                         |
| 13  | Folge 13        | 13회          | 13. Juni 2022               | —                                         |
| 14  | Folge 14        | 14회          | 14. Juni 2022               | —                                         |
| 15  | Folge 15        | 15회          | 20. Juni 2022               | —                                         |
| 16  | Folge 16        | 16회          | 21. Juni 2022               | —                                         |